# Gonioscelis ceresae
Gonioscelis ceresae är en tvåvingeart som beskrevs av H. Oldroyd 1974. Gonioscelis ceresae ingår i släktet Gonioscelis och familjen rovflugor. Inga underarter finns listade i Catalogue of Life.